# Metyen
| T14 | m | T · n |

| T14 | m | T · n |

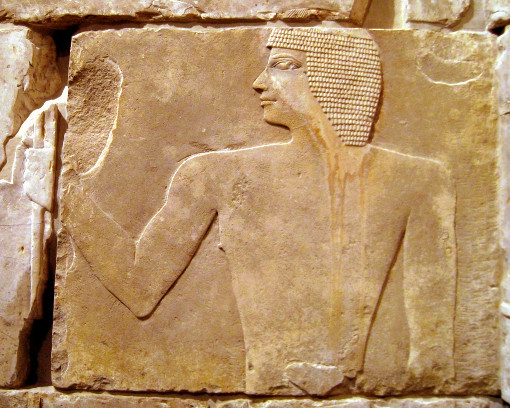
Relieve de Metyen.
Museo egipcio de Berlín.

Metyen (Mechen) fue un dignatario del Imperio Antiguo, cuya vida transcurrió entre finales de la tercera dinastía y principios de la cuarta dinastía, durante el reinado del faraón Seneferu. Su padre era un escriba que ejercía como juez llamado Anubisemanj. De su madre solo se conoce el nombre, Nebsent.
Durante su carrera Metyen fue el escriba administrador de numerosos palacios ubicados en la parte occidental del delta del Nilo, entre ellos el de Buto. Luego fue el nomarca de los nomos Neit Mehet y Ka Dyu en el Delta, lo que hace de él un personaje importante en la administración del reino. Fue gobernador militar de una de las fortalezas construidas para defender el país contra las incursiones de los nómadas libios que colonizaron la región occidental y amenazaban regularmente las ricas tierras del Delta en el área de Menfis.

## Títulos
| M23 | r · Aa1 · t |

| M23 | r · Aa1 · t |

Metyen significa El jefe, pero en su tumba tiene otros muchos títulos:
- Rej-nesu: Conocido del Rey.
- Wer-medy-shemau: El Mayor de los Diez del Alto Egipto.
- Ady-mer-hat-mehit: Director de Hat-mehit.[2]
- Ady-mer-jepesh: Jefe de Jepesh.[3][nota 2]
- Heqa-hut-Huni-jepesh: Fundador de Huni jepesh.[4][nota 3]
- Ady-mer-jasuu: Administrador de Xois. (en el nomo VI del Bajo Egipto).[5]

## Tumba

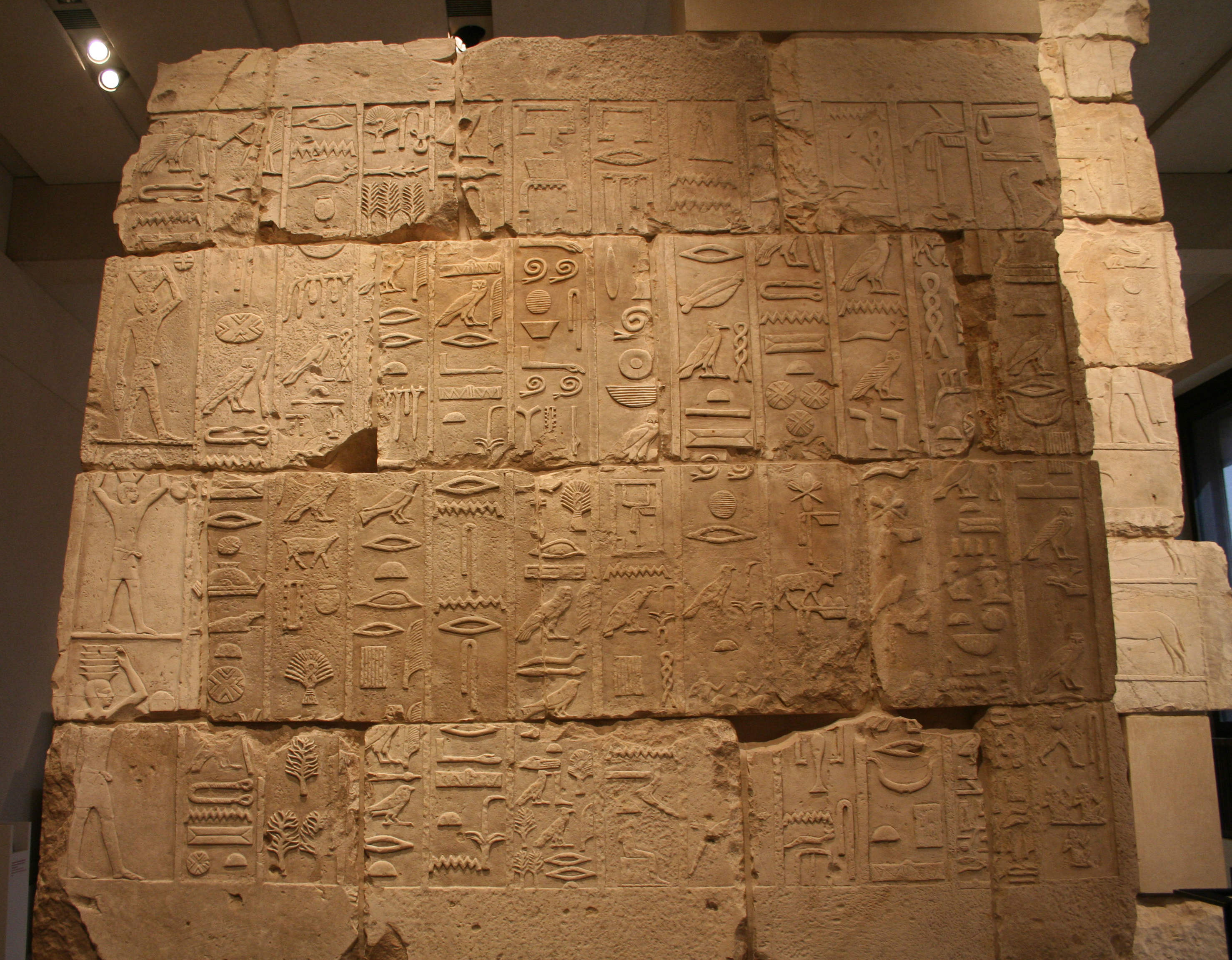
Mastaba de Metyen. Museo egipcio de Berlín.

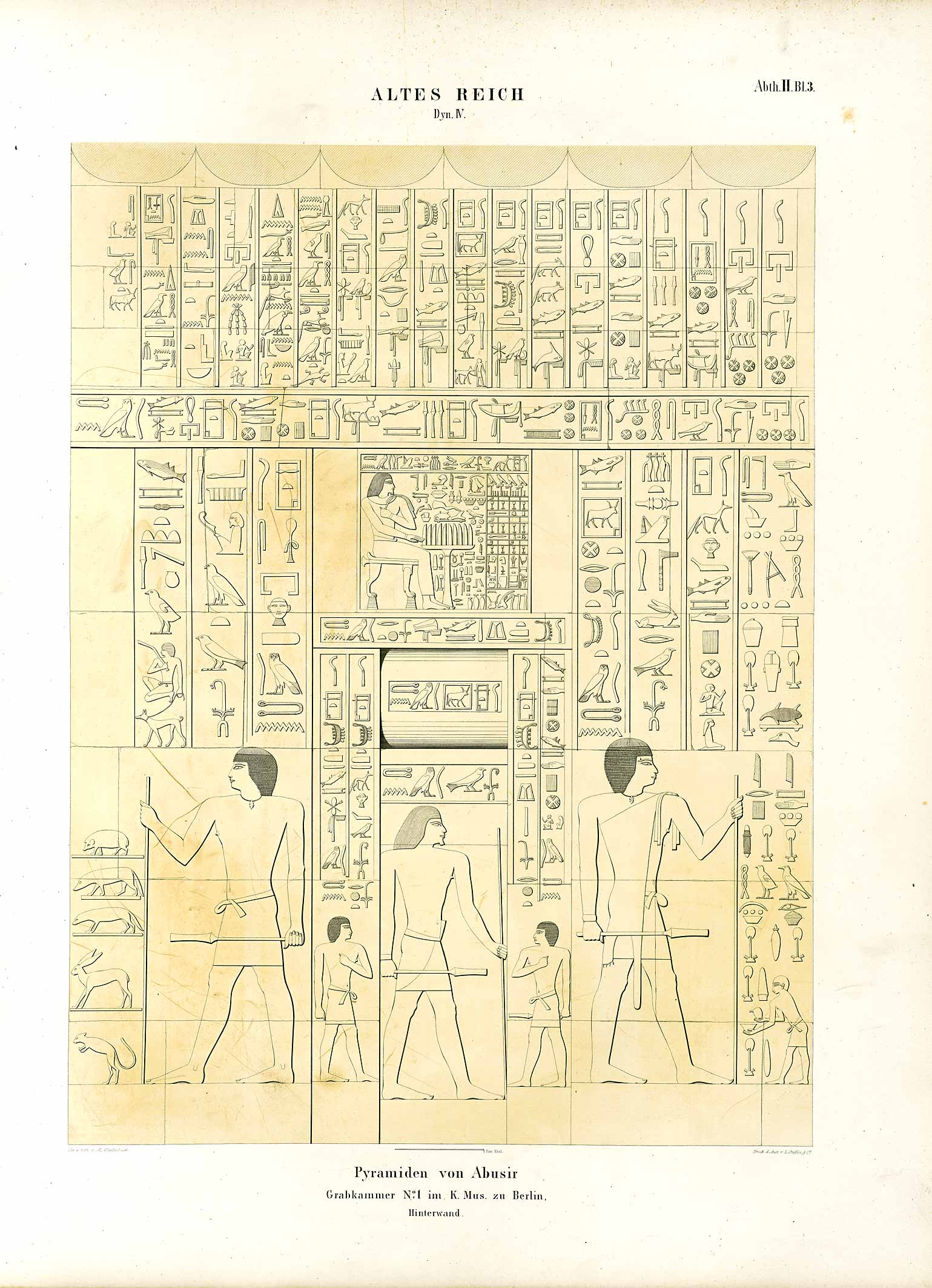
Puerta falsa de la tumba de Metyen en Abusir, según Lepsius.

Su tumba (L6) se encuentra en Saqqara, al norte de la pirámide escalonada de Dyeser (Zoser); es una mastaba descubierta en Abusir en 1842 por Karl Richard Lepsius. En ella se encontraron estelas y estatuas de los fallecidos. Los relieves que cubren las paredes ilustran los temas de la mastaba funeraria clásica. Una pared de la tumba ofrece la biografía de Metyen, que probablemente murió al final del reinado de Seneferu o principios del de Jufu (Keops). Este texto es una de las biografías más antiguas que se conocen del Imperio Antiguo.
Después de indicar todos los cargos que Metyen había ocupado y su ascenso a través de la administración real, el texto indica una lista de territorios que recibió por Real Decreto, en parte para ganarse la vida y en segundo lugar para atender a su culto funerario.
El decreto también establecía una ofrenda diaria de cien panes para el culto funerario de la reina, madre del príncipe Nimaathap. A cambio también recibió una casa de 200 codos con todo su equipo y el  personal necesario para su mantenimiento, y  doce fincas en tres nomos del Delta del Nilo: Las dimensiones de las tierras concedidas por el faraón son impresionantes y muestran la importancia del personaje: un recinto de dos mil arouras con viñas, huertos llenos de higueras y otros árboles frutales y un estanque para remar. La donación fue acompañada por los campesinos y los sirvientes necesarios para la gestión y explotación de las fincas, además de un gran número de aldeas en las que los trabajadores vivían con sus familias. 
Este texto de comienzos de la cuarta dinastía arroja luz sobre una práctica que fue aumentando a lo largo del Imperio Antiguo, mostrando que una persona podía ascender en la jerarquía y la corte real y ser recompensado por el faraón en persona por sus propios méritos.

### Citas
1. ↑   Clagett: op. cit. pág. 68.
2. ↑  Jones: op. cit., pág. 357.
3. ↑  Jones: op. cit., pág. 361.
4. ↑  Jones: op. cit., pág. 695.
5. ↑  Jones: op. cit., pág. 360.
6. ↑  Lepsius: op. cit. cap. 11, pág. 120.
7. ↑  Breasted: op. cit., cap. 1, pp. 76-79.
8. ↑   Strudwick: op. cit. cap. 9, pp. 192-194.